# Ли Вангу
Ли Вангу (кор. 이완구?, 李完九?; 2 июня 1950, Чхонъян — 14 октября 2021) — политик, государственный служащий, 43-й премьер-министр Республики Корея.

## Биография
Ли Вангу родился 2 июля 1950 года, в уезде Чхонъян провинции Кёнсан-Намдо. Окончил университет Сонгюнгван. Политическую деятельность начал в 1996 году. В 1996 году был избран членом Национального собрания от партии «Новая Корея», но в 1998 году вступил в Либерально-демократическую партию. В 2006 году был избран губернатором провинции Чхунчхон-Намдо от Партии великой страны, в 2013 году — членом Национального собрания, 8 мая 2014 года — председателем партии «Сэнури» в Национальном собрания.
16 февраля 2015 года был официально избран 43-м премьером-министром Республики Корея. 27 апреля 2015 года ушёл в отставку в связи с обвинениями во взяточничестве.
Умер 14 октября 2021 года .